# 任養心
任養心（1547年—？年），字子誠，號正宇，山西省平陽府解州芮城縣人，明朝政治人物。

## 生平
由縣學生中式萬曆元年（1573年）癸酉科山西鄉試第六十名舉人，萬曆二年甲戌科會試第二百三十八名，第三甲第二百一十五名進士。授濬縣知县，八年六月考选，授江西道監察御史，十年两淮巡盐，条陳通商恤竈四事。十二年巡按湖廣，十五年巡按直隶顺天，弹劾遼東總兵李成梁家族，十七年六月升大理寺左寺丞，十二月升左少卿，十八年四月升右僉都御史、巡撫江西，以病告归。

## 家族
曾祖任幹；祖任景武，壽官；父任良士，冠帶生員；母周氏。重慶下，妻張氏，兄養性，弟養廉；養氣；養蒙；養德。子治统，庚子举人；道统，乙夘举人；侄任光统，庚子举人、丁未进士